# Forschungsdaten

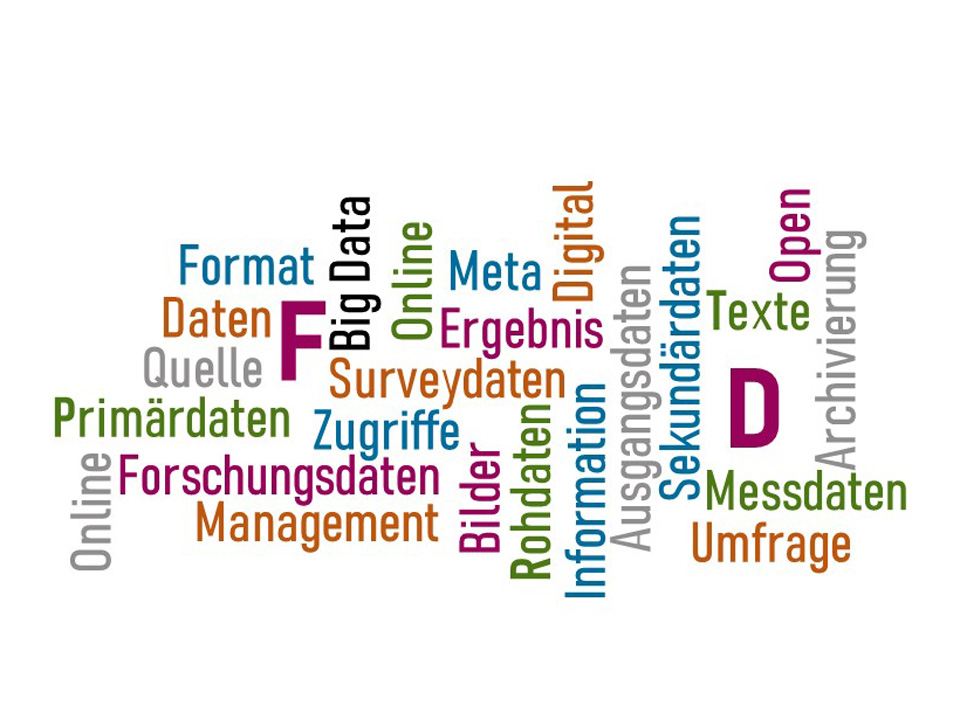
Forschungsdaten-Vielfalt

Forschungsdaten sind Daten, die bei Planung, Durchführung und Dokumentation wissenschaftlicher Vorhaben entstehen oder bei einem solchen Vorhaben verwendet werden. Sie bilden ein wesentliches Fundament wissenschaftlicher Arbeiten und dokumentieren deren Ergebnisse. Auswertung, Analyse und Interpretation der Forschungsdaten ermöglicht Schlussfolgerungen, erzeugt Information und liefert neue Erkenntnisse.

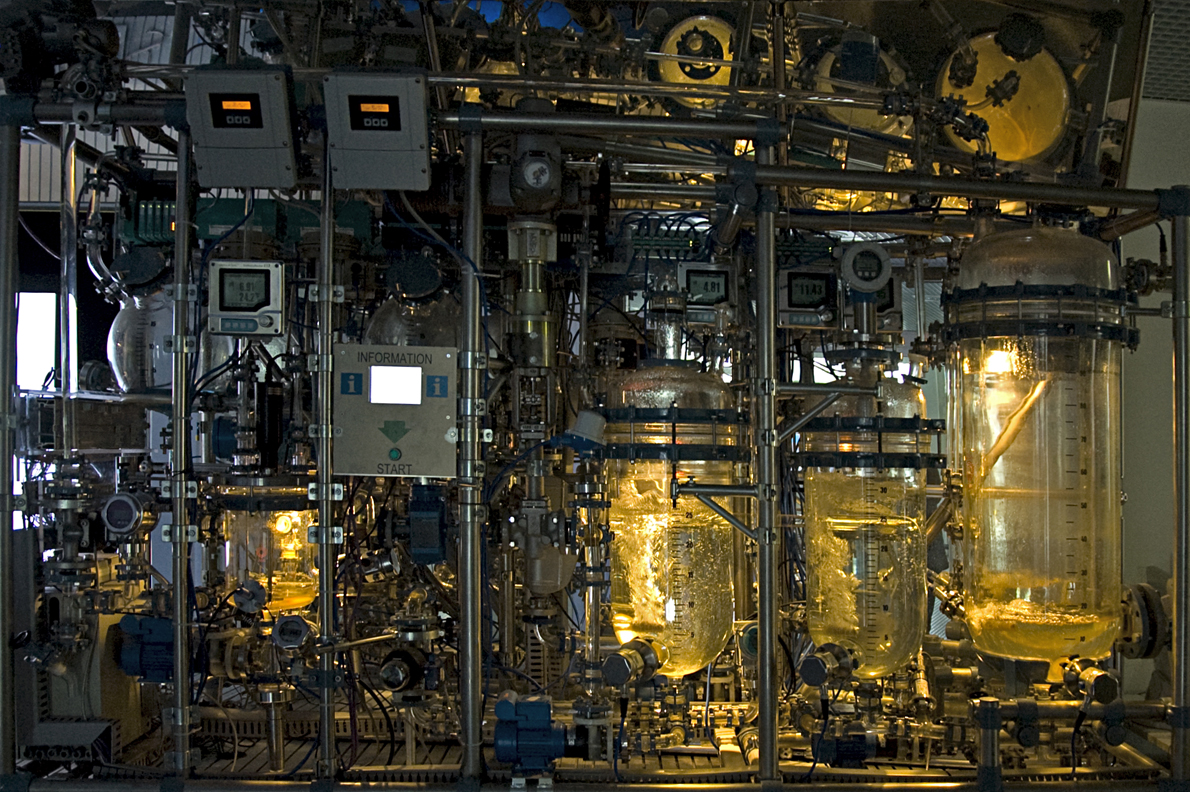
Eine Versuchsanlage der Technischen Universität München, Fakultät für Maschinenwesen.

Je nach Fachgebiet oder Forschungsvorhaben können Forschungsdaten auf ganz unterschiedliche Weise erzeugt werden (z. B. Beobachtungen, Experimente, Messungen, Erhebungen, Befragungen) und in ganz unterschiedlicher Form (z. B. Texte, Tabellen, Bilder, Messdaten oder Videos) vorliegen. Sie werden heutzutage fast immer in digitalen Formaten in strukturierter (z. B. Datenbanken, Dateien), semistrukturierter (z. B. XML) oder unstrukturierter (z. B. Dokumente, Texte, Grafiken) Form gespeichert. Sie unterliegen einem Lebenszyklus und stehen nach der Archivierung für Zwecke der Nachnutzung (wie Recherche, weitere Auswertung, Sekundärforschung) zur Verfügung.
Die Vielfalt wissenschaftlicher Disziplinen und Forschungsverfahren führt zu unterschiedlichem Verständnis des Begriffs Forschungsdaten und zu unterschiedlichen Anforderungen an die Handhabung (Aufbereitung, Auswertung, Verwaltung, Archivierung). Die Methoden zur Handhabung von Forschungsdaten sind Gegenstand des Forschungsdatenmanagements und der Forschungsdateninfrastruktur.

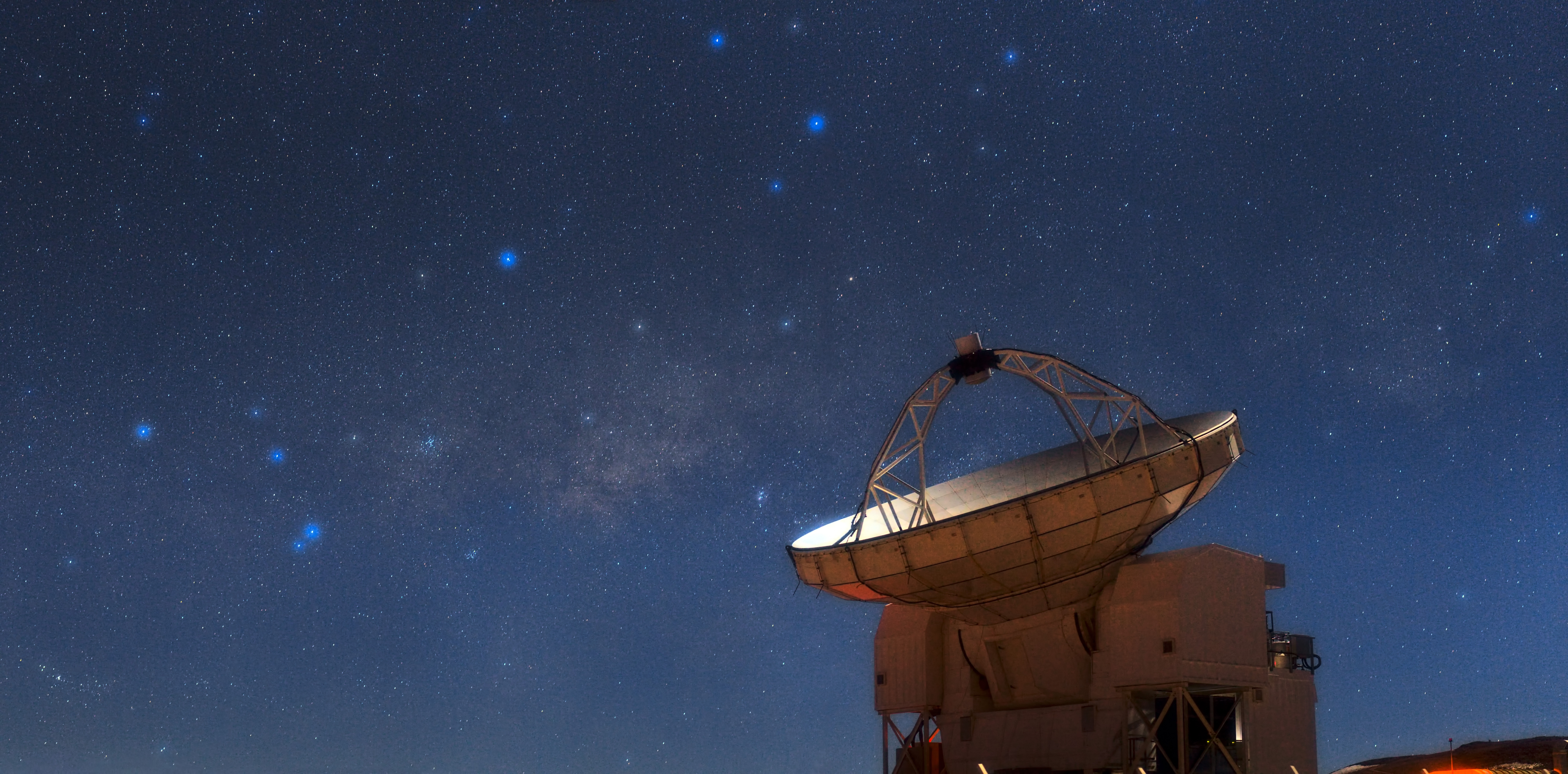
APEX-Teleskop (Atacama Pathfinder Experiment), das von drei Europäischen Forschungsinstituten in Chajnantor, im Norden von Chile betrieben wird.

Wissenschaftszweige wie Natur-, Sozial- und Wirtschaftswissenschaften, die vorwiegend mit quantitativen Methoden arbeiten, differenzieren Forschungsdaten häufig in Primär- oder Rohdaten und Sekundärdaten, manchmal auch in Ausgangsdaten und Ergebnisdaten. Geisteswissenschaften verwenden eher die Begriffe Quelle anstelle von Ausgangsdaten und Publikation anstelle von Ergebnisdaten und siedeln zwischen Quelle und Publikation die Ebene der Arbeitsdaten an.
In Ingenieurdisziplinen oder zur Reproduzierbarkeit wissenschaftlicher Geräte und Versuchsdesigns können Forschungsdaten auch Baupläne und Artefakte technischer Produkte (vgl. Open-Source-Hardware) umfassen.

## Weitere Definitionen
- Forschungsdaten sind nach einer Definition der Allianz der deutschen Wissenschaftsorganisationen Daten, „die im Zuge wissenschaftlicher Vorhaben z. B. durch Digitalisierung, Quellenforschungen, Experimente, Messungen, Erhebungen oder Befragungen entstehen.“[2]
- „Unter digitalen Forschungsdaten verstehen wir alle digital vorliegenden Daten, die während des Forschungsprozesses entstehen oder ihr Ergebnis sind. Der Forschungsprozess umfasst dabei den gesamten Kreislauf von der Forschungsdatengenerierung, zum Beispiel durch ein Experiment in den Naturwissenschaften, eine dokumentierte Beobachtung in einer Kulturwissenschaft oder eine empirische Studie in den Sozialwissenschaften, über die Bearbeitung und Analyse bis hin zur Publikation und Archivierung von Forschungsdaten. Digitale Forschungsdaten entstehen in allen Wissenschaftsdisziplinen und unter Anwendung verschiedener Methoden, abhängig von der Forschungsfrage. Dies hat zur Folge, dass sie in unterschiedlichen Medientypen, Aggregationsstufen und Datenformaten auftreten. Um das Bereitstellen von Forschungsdaten und ihre Nachnutzung zu ermöglichen, sind Metadaten und eine Datendokumentation essentiell, die den Kontext der Forschungsdaten beschreiben sowie die Werkzeuge, mit denen sie erzeugt, gespeichert, bearbeitet und analysiert wurden.“[3]
- „Geisteswissenschaftlich Forschungsdaten sind alle jene Daten, die im Kontext einer geisteswissenschaftlichen Fragestellung und in der Arbeit mit den dabei eingesehenen Quellen, worunter auch Sekundärliteratur verstanden wird, für eine längerfristige und öffentliche Archivierung ausgewählt und aufbereitet werden.“[7]

## Beispiele
Die Vielfalt von Forschungsdaten spiegelt sich in der Vielfalt unterschiedlicher wissenschaftlicher Disziplinen und Forschungsverfahren wider. Zu Forschungsdaten zählen beispielsweise
- Beobachtungen
- Messdaten
- Versuchsergebnisse
- Laborwerte
- audiovisuelle Informationen
- Texte
- Statistiken
- Surveydaten
- Befragungsaufzeichnungen, Umfrageergebnisse
- Spezifikationen
- Digitale Objekte
- Metadaten
- Software
- Simulationen
- Technische Dokumentation

Die DFG (Deutsche Forschungsgemeinschaft) zählt auch Objekte aus Sammlungen oder Proben, die bei der wissenschaftlichen Arbeit entstehen, entwickelt oder ausgewertet werden, zu den Forschungsdaten.

## Lebenszyklus
Forschungsdaten unterliegen einem Lebenszyklus, der sich wie folgt gliedern lässt:
- Planung des Forschungsvorhabens; dies beinhaltet auch Forschungsdaten aus vorangegangene Forschungsvorhaben zu sammeln und für die Nachnutzung aufzubereiten.
- Erhebung der Daten, die für das Forschungsvorhaben benötigt werden, und Ergänzung von Metadaten. Die Erhebung kann beispielsweise durch ein Experiment in den Naturwissenschaften, eine dokumentierte Beobachtung in den Kulturwissenschaften oder eine empirische Studie in den Sozialwissenschaften erfolgen.[3]
- Aufbereitung, Auswertung und Analyse; hierbei kommen häufig Methoden der Primärdatenverarbeitung zum Einsatz.
- Interpretation und Dokumentation.
- Publikation der Ergebnisse.
- Langzeitarchivierung gewährleistet die dauerhafte Verfügbarkeit. Die archivierten Daten stehen für Nachfolge-Forschungsvorhaben, für Sekundäranalysen und für die Lehre zur Verfügung.

## Umgang mit Forschungsdaten
Sichere Verwaltung und Speicherung der Forschungsdaten über den gesamten Lebenszyklus von der Planung bis zur Langzeitarchivierung ist Aufgabe des Forschungsdatenmanagements. Da Forschungsdaten eine wesentliche Grundlage für das wissenschaftliche Arbeiten bilden, leistet ihre nachhaltige Sicherung und Bereitstellung einen Beitrag zu Nachvollziehbarkeit und Qualitätssicherung der Daten, sowie der Reproduzierbarkeit. Hierdurch eröffnen sich Anschlussmöglichkeiten für weitere Forschungsvorhaben und Technologietransfer.
Bisherige Publikationspraktiken wissenschaftlicher Veröffentlichungen führten nicht zur breiten Verfügbarkeit von Forschungsdaten. Viele wissenschaftliche Institutionen beschäftigen sich daher mit diesem aktuellen Thema, auch im Hinblick auf die Diskussionen um Gute wissenschaftliche Praxis und offenen Zugang zu Forschungsdaten (Open Access, Open Data).
Die Allianz der deutschen Wissenschaftsorganisationen hat im Jahr 2010 entsprechende „Grundsätze zum Umgang mit Forschungsdaten“ verabschiedet.
Die EU setzt sich ebenfalls für einen offenen Zugang zumindest zu den Forschungsdaten ein, die mit öffentlichen Mitteln gefördert werden, und hält es für dringend erforderlich, „Daten aus verschiedenen Quellen über Sektoren und Disziplinen hinweg zugänglich machen, zusammenführen und weiterverwenden zu können“.
In Deutschland laufen derzeit Projekte, eine Nationale Forschungsdateninfrastruktur (NFDI) aufzubauen, in der Forschungsdatenbestände zusammengeführt werden sollen. Ein europäisches Pendant ist die European Open Science Cloud (EOSC).
In vielen Big Data Sciences ist es bereits langjährige etablierte Praxis, Forschungsdaten dauerhaft zu speichern und nachnutzbar zu machen. Ein Beispiel hierfür aus dem Bereich Erdsystemforschung und Umweltwissenschaften ist das Datenrepositorium PANGAEA. Im Gegensatz dazu ist in vielen Long Tail-Disziplinen (also Forschungsbereichen außerhalb von Big Data) ein systematisches Forschungsdatenmanagement noch nicht etabliert.